# Mesonychoteuthis hamiltoni
Il calamaro colossale (Mesonychoteuthis hamiltoni Robson, 1925) è la più grande specie di calamaro. È il solo rappresentante del genere Mesonychoteuthis Robson, 1925, dal greco mesos («mezzo»), onyx («artiglio») e teuthis («calamaro»).
Questa specie mesopelagica è conosciuta dal 1925 grazie ad alcuni frammenti di grandi esemplari rinvenuti negli stomaci dei capodogli, ma il suo studio è stato reso possibile solo dalle catture accidentali da parte di pescherecci con palangari di superficie. Il calamaro colossale non è un parente stretto dei calamari giganti del genere Architeuthis. Nonostante abbiano entrambi dimensioni gigantesche, la loro anatomia e la loro area di distribuzione sono molto differenti.
Questa specie è la più pesante, ma non necessariamente la più lunga, tra tutte le specie di calamaro. Il più grande esemplare conosciuto misura una decina di metri di lunghezza, per 495 kg. Secondo le stime attuali (2009) la sua taglia massima può raggiungere i 15 metri; tali stime si basano sull'analisi di giovani e piccoli individui e sui resti rinvenuti negli stomaci dei capodogli. Il calamaro colossale è senza dubbio più grande dei calamari giganti, e quindi il più grande tra gli invertebrati conosciuti. Il suo becco è il più voluminoso tra quelli di tutti i calamari conosciuti e i suoi occhi sono probabilmente i più grandi del regno animale. Al 2016 non è stato identificato ancora alcun calamaro colossale maschio adulto. Lo studio di questa specie si basa quindi unicamente su femmine, giovani o esemplari di sesso indeterminato.

## Anatomia

### Anatomia esterna

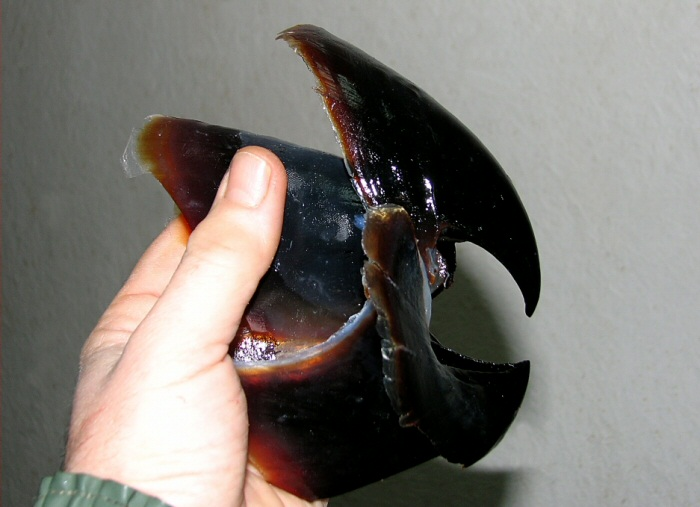
Becco chitinoso di un giovane calamaro colossale.

Il calamaro colossale è un caso di gigantismo abissale, poiché presenta una taglia superiore ai suoi omologhi di superficie. Il suo corpo è più largo e più grosso, e quindi più pesante, di quello del calamaro gigante. Il calamaro colossale ha un mantello più lungo e una testa più grossa del calamaro gigante, sebbene i suoi tentacoli siano più corti. In apparenza, il suo mantello somiglia a una sorta di gelatina pesante e rotonda, ma in realtà si tratta di una grande lastra di muscoli che sorreggono tutto il corpo. La colorazione rosso-rosa della pelle è dovuta a piccoli pigmenti contenuti dentro cellule chiamate cromatofori. Il calamaro può quindi dar prova di mimetismo, rendendo più scura la pelle contraendo queste cellule.
Le otto braccia del calamaro colossale sono munite di ventose; le più grandi sono ricoperte di piccoli denti e di uncini affilati che gli permettono di immobilizzare la preda. Una membrana di protezione attorno agli uncini impedisce al calamaro di auto-mutilarsi. Il calamaro colossale tende i suoi due grandi tentacoli per catturare la preda. Questi sono ricoperti, all'estremità, da due file di uncini rotanti molto taglienti. Più la preda si dibatte, più gli uncini affondano nella sua carne.

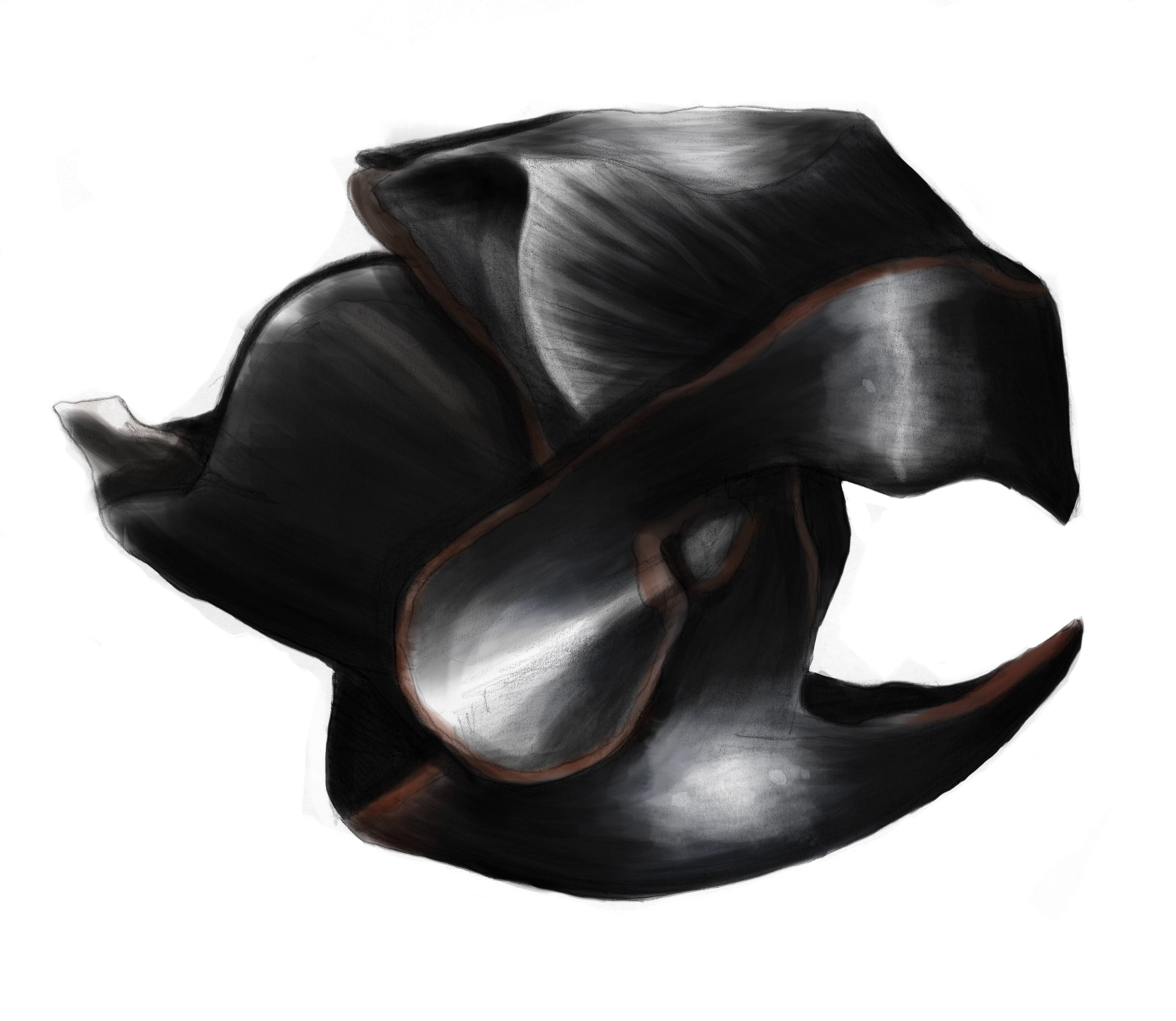
Disegno del becco chitinoso di un calamaro colossale.

Come tutti i calamari, il calamaro colossale ha un becco: possiede in effetti il più voluminoso e il più robusto tra tutti i becchi di calamaro. È analogo a quello del pappagallo, ma, diversamente che in quest'ultimo, la parte inferiore si sovrappone alla parte superiore. È composto di chitina ed è circondato da tessuto muscolare.
Il calamaro colossale necessita di grandi occhi per individuare le prede nella penombra degli abissi. Questi possono misurare fino a 27 cm di diametro, e sono quindi i più grandi occhi del regno animale. A differenza del calamaro gigante, che ha occhi situati sui fianchi ed è quindi dotato di un ampio campo visivo, il calamaro colossale li ha rivolti in avanti, e gli conferiscono un campo di visione più ristretto, ma anche una visione binoculare. L'interno dell'occhio presenta un cristallino di 8–9 cm di diametro e un fotoforo oculare, situato sul margine esterno della retina. Quando il calamaro colossale dirige i suoi occhi verso le estremità dei suoi tentacoli, i fotofori forniscono abbastanza luce per poter individuare una preda, e stimarne la taglia e la distanza grazie alla visione binoculare, permettendo soprattutto di percepire, al di sotto dei 600 metri di profondità, fino a 120 metri di distanza la bioluminescenza del plancton stimolata da un elevato spostamento d'acqua dovuto al passaggio di un animale di dimensioni ragguardevoli.
Per la maggior parte del tempo, il calamaro colossale si mantiene in posizione stazionaria utilizzando simultaneamente la coppia di pinne caudali e il sifone. Ma quando il calamaro deve nuotare, fa ondeggiare longitudinalmente i muscoli e le possenti pinne caudali, che nella maggior parte delle altre specie di calamaro vengono utilizzate più per cambiare direzione che per la propulsione. Per fuggire rapidamente, il calamaro colossale si sposta all'indietro per reazione, pompando ed espellendo con il sifone potenti getti d'acqua intermittenti.

### Anatomia interna
Per respirare, il calamaro colossale allarga il mantello; l'acqua viene quindi aspirata nell'apertura del mantello, che si trova intorno alla testa, poi passa attraverso una coppia di branchie, che trasferiscono l'ossigeno nel sangue. Poi il mantello si contrae, e l'acqua viene quindi espulsa attraverso il sifone.
Il sangue del calamaro colossale è di colore blu perché contiene rame sotto forma di emocianina. I calamari hanno tre cuori: due cuori branchiali e un cuore sistemico. I due cuori branchiali pompano il sangue verso le branchie in modo che si carichi di ossigeno, mentre il cuore sistemico distribuisce il sangue ossigenato al resto del corpo.
Il calamaro colossale possiede una sacca di inchiostro situata nel mantello. Mentre combatte contro un capodoglio, può, con il sifone, espellere un potente getto d'acqua o un getto di inchiostro negli occhi del predatore e fuggire rapidamente.
Nel mantello, il calamaro colossale ha una sorta di conchiglia interna chiamata «piuma», vero e proprio resto vestigiale della conchiglia dei molluschi. Questa lunga struttura semi-trasparente e dura, che ha l'aspetto di un righello di plastica, passa attraverso il lato dorsale del corpo, proprio sotto il mantello, tra le pinne caudali. Il suo ruolo è quello di creare un sostegno rigido. È composta di chitina dura, che è essenzialmente un polisaccaride.
All'interno del becco, proprio davanti all'inizio dell'esofago, i frammenti di cibo vengono raschiati con la radula, organo somigliante a una lingua munita di denti. Alcune linee di denti (denti palatini) sono presenti anche sulle guance (palpi palatini). Quindi la radula si muove come un nastro trasportatore che trasporta il cibo nell'esofago. Gli alimenti trasformati in poltiglia vanno a finire nello stomaco, dove ha inizio la digestione. Passano in seguito in una sacca di stoccaggio chiamata cieco, dove i nutrienti vengono assorbiti. Poi le sostanze fecali escono dall'ano, che si trova proprio tra le branchie del calamaro, e in seguito vanno a finire nel sifone, dove vengono espulse.
Il cervello del calamaro colossale, a forma di ciambella, circonda l'esofago. È molto piccolo rispetto alle dimensioni totali del corpo; un calamaro colossale di 300 chilogrammi ha un cervello che pesa meno di 100 grammi. Possiede enormi lobi ottici che controllano la visione, facilitando l'osservazione nell'oscurità delle profondità marine.

## Distribuzione e habitat

Distribuzione geografica del calamaro colossale.

Il calamaro colossale vive nel nord dell'Antartide, nel sud dell'America del Sud, nel sud del Sudafrica e nell'estremità sud della Nuova Zelanda, il che ne fa principalmente un abitante dell'intero oceano Australe.
In mancanza di un numero sufficiente di campioni prelevati in luoghi diversi (a eccezione delle paralarvae - giovani relativamente minuscoli -, note per avere una distribuzione circumpolare antartica), la distribuzione geografica del calamaro colossale deve essere dedotta da fonti indirette. Sebbene la distribuzione geografica delle prede e dei predatori del calamaro colossale possa essere utilizzata per dedurre la sua distribuzione e i suoi spostamenti, tali informazioni possono essere acquisite solo a partire da esemplari rinvenuti negli stomaci. Inoltre alcuni predatori del calamaro colossale effettuano grandi migrazioni; così il capodoglio migra per migliaia di chilometri e l'albatros si allontana in media di oltre 1200 km dal suo sito di nidificazione per cacciare.
Dai pochi esemplari catturati, nonché dai resti trovati negli stomaci dei capodogli, si è scoperto che i calamari adulti vivono almeno fino a una profondità di 2200 metri (zona batipelagica), mentre i giovani non si spingono oltre i 1000 metri di profondità (zona mesopelagica).

## Ecologia

### Alimentazione

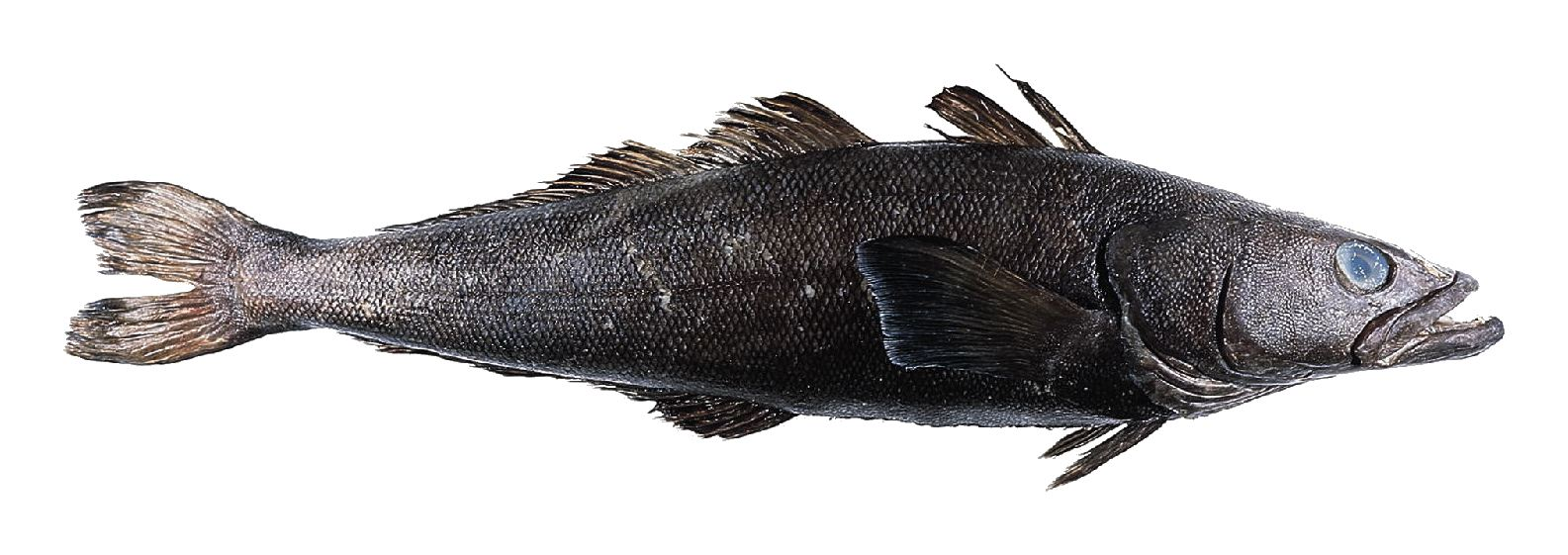
Il merluzzo australe è una preda potenziale per il calamaro colossale.

Gli etologi e gli ecologi sanno molto poco sulla vita di questo animale. Si suppone che cacci principalmente prede come chetognati, grandi pesci, come il merluzzo australe (Dissostichus eleginoides), e altri calamari più piccoli nelle profondità dell'oceano.

### Predazione
Nessuno ha mai visto un calamaro colossale catturare una preda, ma possono essere fatte alcune supposizioni sulla base del metodo di predazione di altri grandi calamari. Gli scienziati pensano che trascorra una gran parte del tempo con le braccia e i tentacoli raggruppati sopra la testa, in quella che viene chiamata posizione «del cacatua». Il calamaro colossale può quindi vedere le prede davanti a sé con l'aiuto della luce prodotta dai fotofori dei suoi grandi occhi. Per catturare la preda, si scaglia in avanti e abbassa le braccia e i tentacoli. Estende molto rapidamente i due lunghi tentacoli per afferrare la preda. La rotazione degli uncini girevoli alla fine dei tentacoli impedisce alla preda di scappare e permette loro di affondare gradualmente nella sua carne. Poi il calamaro allarga gli otto bracci per esporre una serie di uncini e di ventose. Retrae quindi i due tentacoli, gettando la preda tra le braccia, che la avvolgono immediatamente. Una volta immobilizzata la preda, il calamaro inizia a mangiarla strappandone la carne, un piccolo pezzo per volta, con l'aiuto del becco. Infatti l'esofago, che attraversa il cervello, è così stretto (10 mm di diametro) che un boccone troppo grosso potrebbe provocare delle lesioni cerebrali.
Il Dr. Rui Rosa dell'Università di Lisbona afferma, dopo aver studiato la fisiologia e le abitudini alimentari di altre specie abissali, che il calamaro colossale non è un predatore così vorace e rapido come si potrebbe pensare. L'équipe ha studiato il tasso metabolico di altre specie di calamari, estrapolando poi i dati per farli corrispondere alla taglia del calamaro colossale, tenendo conto della bassa temperatura del suo ambiente naturale. Così si è scoperto che il calamaro colossale ha un consumo quotidiano di energia da 300 a 600 volte inferiore a quello di altri grandi predatori dell'oceano australe, come misticeti e odontoceti. Questi ultimi sono a sangue caldo ed effettuano grandi spostamenti, a differenza del calamaro colossale. Un merluzzo antartico di 5 kg consente a un calamaro colossale di 500 kg di sopravvivere per 200 giorni. La temperatura fredda nella quale vive influenza il suo tasso metabolico, e deve quindi economizzare le energie e limitare gli spostamenti. Caccia tendendo imboscate alle prede nella penombra degli abissi, senza lasciare loro nessuna possibilità di fuga grazie ai suoi uncini rotanti
.

### Predatori
Molti capodogli portano cicatrici sul dorso che potrebbero essere state causate dagli uncini di un calamaro colossale. In effetti, il calamaro colossale figura tra le prede del regime alimentare del capodoglio: il 14% dei becchi di calamaro rinvenuti negli stomaci di questi capodogli appartiene a calamari colossali, il che indica che il calamaro colossale rappresenta il 77% della biomassa consumata da questi cetacei.
Molti altri animali cacciano questo calamaro, in particolare gli zifiidi, il globicefalo, l'elefante di mare del Sud, il merluzzo australe, lo squalo sonnolento del Pacifico, e l'albatros (ad esempio, l'albatros urlatore e l'albatros mantochiaro). Tuttavia, becchi appartenenti a esemplari adulti sono stati recuperati solamente all'interno di capodogli e di squali sonnolenti del Pacifico, grandi abbastanza per catturare una tale preda, mentre gli altri predatori si limitano al consumo di giovani esemplari.

### Riproduzione
La riproduzione del calamaro colossale non è conosciuta. Allo stato attuale, nessuno ha ancora trovato un maschio adulto, quindi non sappiamo nulla sulla sua anatomia.

## Cronologia degli avvistamenti e delle principali catture

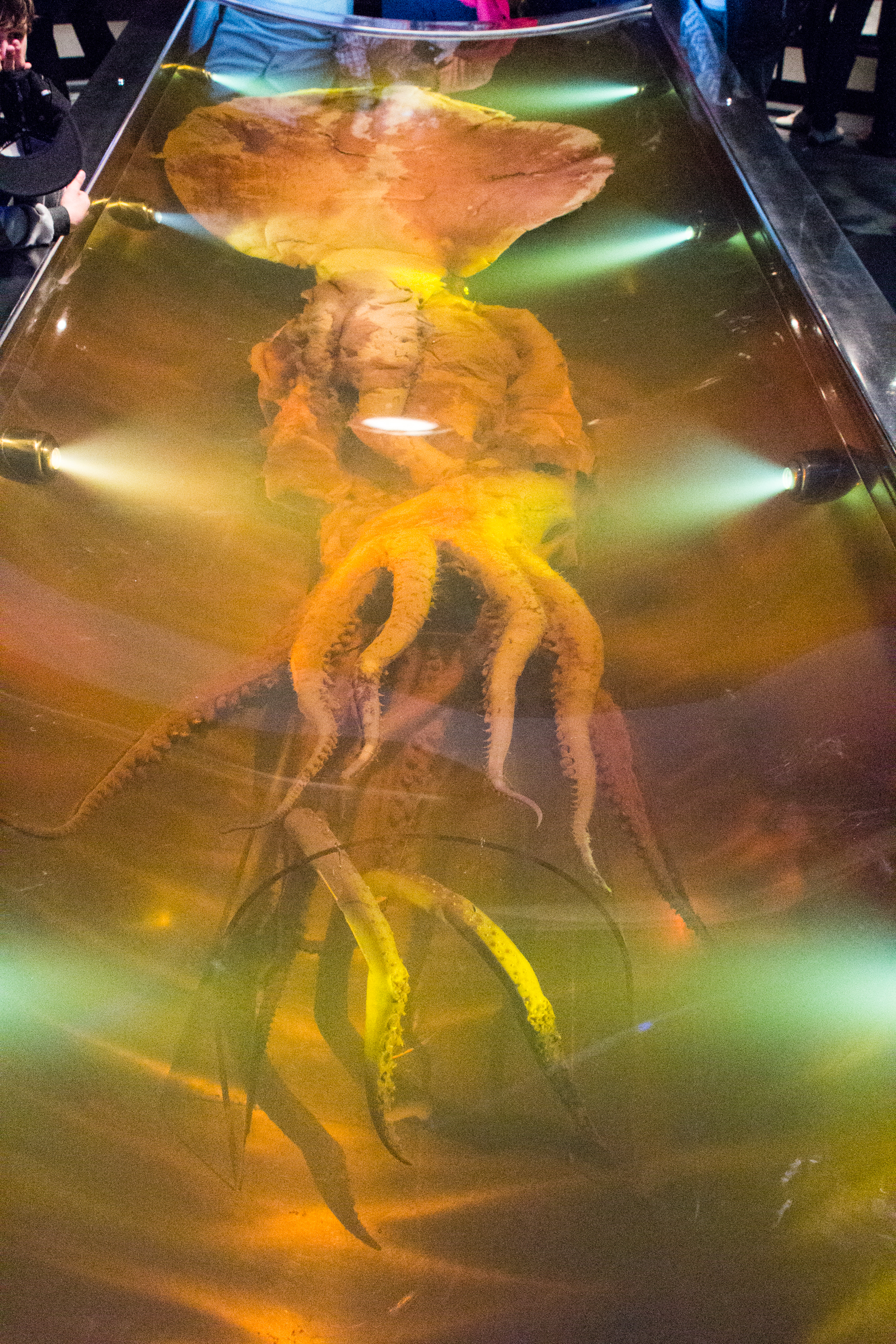
L'esemplare catturato ed esposto al Te Papa Museum

Esemplari di calamaro colossale vengono catturati raramente; sono state riportate solo poche catture di grandi esemplari interi. Sebbene i capodogli si cibino prevalentemente di questa specie, i tessuti dei calamari vengono dissolti molto rapidamente dai succhi gastrici del cetaceo e rimane solo il duro becco. Così un gran numero di becchi sono stati trovati nei contenuti stomacali dei capodogli arenati. Il becco più grande rinvenuto nello stomaco di un capodoglio aveva una lunghezza rostrale inferiore (LRL) di 49 mm.
- Nel 1925 la specie viene scoperta grazie a due tentacoli trovati nello stomaco di un capodoglio[14].
- Nel 1981 un peschereccio russo che pescava nel mare di Ross, al largo delle coste dell'Antartide, intrappola con le reti un calamaro della lunghezza totale di 4 metri. Questo viene identificato come una femmina immatura di Mesonychoteuthis hamiltoni[15].
- Nel 2003 un esemplare completo di una femmina quasi adulta, con una lunghezza totale di 6 m e con un mantello lungo 2,5 m, viene trovato nei pressi della superficie, nel mare di Ross[16].
- Nel 2005 un esemplare viene catturato a una profondità di 1625 m, pescando il merluzzo australe al largo di un'isola della Georgia del Sud nel mare di Scotia. Nonostante il mantello non sia stato issato a bordo, la sua lunghezza viene stimata a più di 2,5 m, i tentacoli dovevano superare i 2,3 m, mentre l'animale doveva pesare tra i 150 e i 200 kg[17].
- Nel 2007 il più grande esemplare registrato viene catturato da un battello da pesca della Nuova Zelanda al largo dell'Antartide (inizialmente stimato a 10 m di lunghezza per 450 kg[18][19]). Viene portato in Nuova Zelanda per essere dissezionato. Le analisi dell'esemplare hanno mostrato che il suo peso reale era di 495 kg e che misurava 4,2 m a causa della contrazione post mortem dei tentacoli.
- Il 15 aprile 2025 un esemplare molto giovane viene avvistato per la prima volta nel suo ambiente naturale dalla nave oceanografica da ricerca Falkor al largo delle isole Sandwich Australi[20].

## Il più grande esemplare conosciuto

### Cattura

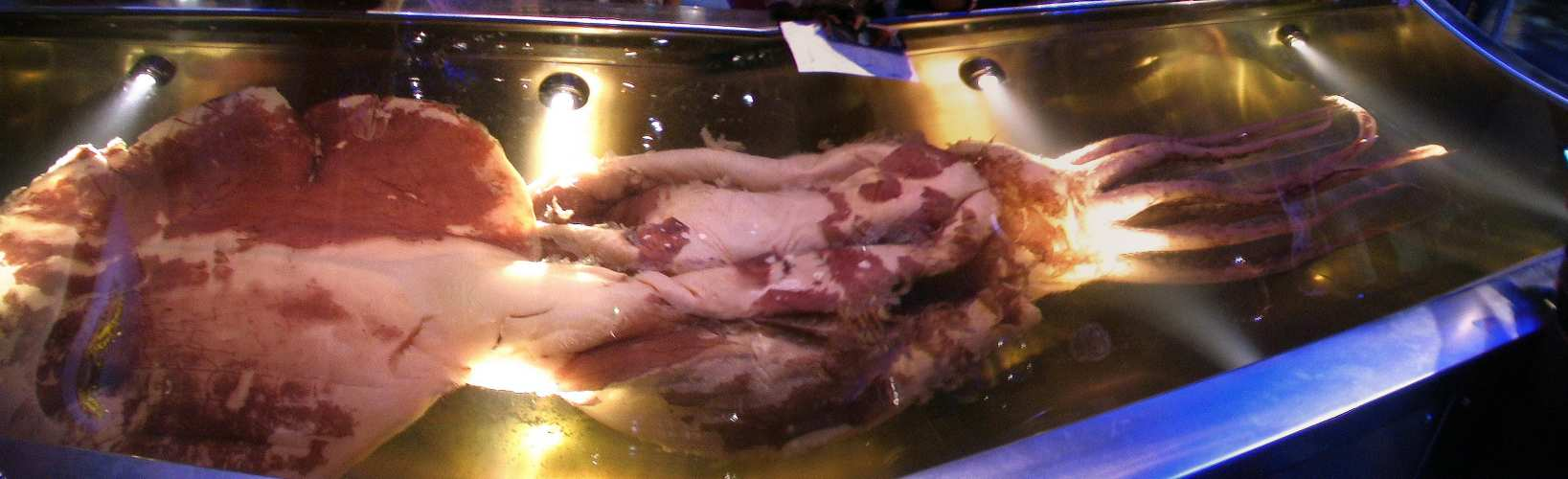
L'esemplare esposto al museo Te Papa Tongarewa di Wellington in Nuova Zelanda

Il 22 febbraio 2007 le autorità della Nuova Zelanda annunciarono la cattura del più grande calamaro colossale conosciuto. L'esemplare pesava 495 kg e la sua lunghezza totale venne inizialmente stimata in 10 m. I pescatori a bordo della nave San Aspiring, appartenente alla società di pesca Sanford Limited, avevano catturato l'animale nelle acque ghiacciate del mare di Ross. Era stato riportato in superficie attaccato a un merluzzo australe che era stato catturato con una lunga lenza. Dal momento che non lasciava andare la preda e non poteva essere rimosso dalla lenza, i pescatori decisero di ucciderlo. Dopo averlo avvolto in una rete, lo recuperarono e lo congelarono a bordo. Questo calamaro colossale eclissò il precedente record di un esemplare pescato nel 2003 del peso di circa 195 kg. L'esemplare venne congelato in un metro cubo di acqua e trasportato al museo nazionale della Nuova Zelanda Te Papa Tongarewa.

### Scongelamento e dissezione, aprile-maggio 2008
Incuriositi da questa inaspettata scoperta, i giornalisti ipotizzarono che per scongelare un calamaro così grosso sarebbe stato necessario un micro-onde gigante. Scongelare il calamaro a temperatura ambiente, d'altro canto, avrebbe richiesto giorni, durante i quali l'animale sarebbe andato incontro a putrefazione, mentre il nucleo sarebbe rimasto congelato. I ricercatori del Museo optarono finalmente per l'approccio più classico dello scongelamento, vale a dire l'immersione del blocco di ghiaccio in un bagno d'acqua salata.
Lo scongelamento e la dissezione dell'esemplare ebbero luogo nel museo Te Papa Tongarewa di Wellington, sotto la direzione del biologo principale Chris Paulin, con il tecnico Mark Fenwick, il biologo marino e tossicologo olandese Olaf Blaauw e i biologi Steve O'Shea, Tsunemi Kubodera e Kat Bolstad.
Alcune parti dell'esemplare furono esaminate in dettaglio:
- il becco era considerevolmente più piccolo (42,5 mm di lunghezza rostrale inferiore[8]) di alcuni tra quelli rinvenuti negli stomaci dei capodogli, il che ha fatto ipotizzare che esistano degli esemplari molto più grandi di questo[26][27][28];
- l'occhio misurava 27 cm di diametro, con un cristallino di 12 cm di diametro. È il più grande occhio animale conosciuto. Queste misure sono state tuttavia ricavate da un campione parzialmente danneggiato: l'occhio misurava probabilmente da 30[25] a 40 cm di diametro nell'esemplare in vita[29];
- seppur inizialmente considerato un maschio, l'ispezione interna con un endoscopio rivelò delle ovaie contenenti migliaia di uova[25];
- il calamaro non misurava più di 4,2 m di lunghezza totale; in particolare i tentacoli si erano accorciati in modo significativo.

Studi effettuati su alcuni calamari freccia (Nototodarus sloanii) dai ricercatori del Te Papa Tongarewa hanno dimostrato che il volume degli esemplari freschi può diminuire del 22% durante una disidratazione con soluzioni alcooliche. Così il grande esemplare di calamaro colossale disidratato, durante i 14 mesi passati in un congelatore, si era considerevolmente ridotto.

### Esposizione
Il museo Te Papa Tongarewa di Wellington in Nuova Zelanda espone al pubblico il più grande esemplare finora conosciuto, conservato in formaldeide. L'esposizione a esso dedicata è stata inaugurata il 13 dicembre 2008. È stato inoltre aperto un apposito sito web su questo calamaro.

## Cultura
Nella cultura occidentale, i grandi calamari hanno notevolmente alimentato la fantasia dei marinai e ispirato gli scrittori della letteratura fantastica come testimoniano gli scritti intorno alla leggenda scandinava del Kraken, mostro marino dall'aspetto di una piovra gigante. Tuttavia, quando Jules Verne descrisse in Ventimila leghe sotto i mari nel 1869 «un calamaro di dimensioni colossali di otto metri di lunghezza», parlava di un calamaro gigante, il cui genere venne istituito nel 1857, e non di un calamaro colossale, del quale nessuno allora conosceva l'esistenza. A causa del suo areale estremo e isolato, il calamaro colossale venne descritto per la prima volta soltanto nel 1925. Questo è senza dubbio il motivo per il quale questa creatura non ha mai trovato spazio nella cultura occidentale.